# Tõnis Kasemets
Tõnis Kasemets (ur. 17 marca 1974 roku w Parnawie) – estoński kierowca wyścigowy.

## Kariera
Kasemets rozpoczął karierę w międzynarodowych wyścigach samochodowych w 1994 roku od startów w Formule Opel Lotus Nations Cup, gdzie został sklasyfikowany na dziewiątej pozycji. W późniejszym okresie Estończyk pojawiał się także w stawce Baltic Formula 1600, SCCA Central Division National Formula Continental, Avon Tyres Racing Formula Continental Challenge, SCCA National Championship Runoffs Formula Continental, USF2000 American Continental Championship, SCCA National Championship Runoffs Formula Continental, FF2000 Zetec Championship, SCCA National Championship Runoffs Formula Atlantic, SCCA Central Division National Formula Atlantic, Atlantic Championship, Grand American Rolex Series, Champ Car, Piggly Wiggly June Sprints Formula Ford, Indy Lights, USF2000 National Championship, Continental Tire Sports Car Challenge, Atlantic Championship Series, United SportsCar Championship oraz F1600 Formula F Championship Series.
W Champ Car Kasemets startował w  2006 roku. Z dorobkiem 34 punktów został sklasyfikowany na dziewiętnastej pozycji w końcowej klasyfikacji kierowców.